# Речной вокзал (Пермь)
Пермский речной вокзал — один из ключевых узлов пассажирского судоходства в СССР. Построен в 1940 году архитектором А. З. Гринбергом.

## История
Здание Речного вокзала было построено в 1940 году по проекту архитектора А. З. Гринберга в стилистике «сталинского ампира». Здание Речного вокзала — последний проект Гринберга, известного своими конструктивистскими зданиями в Новосибирске, Москве, Ростове-на-Дону и Дагестане. Строительство Речного вокзала было осуществлено уже после смерти архитектора.
Вокзал расположен на нижней террасе берега Камы напротив другого архитектурного памятника и вокзала — станции «Пермь I». Таким образом была удачно разрешена проблема перехода пассажиров с одного вида транспорта на другой.
Весь объём здания разбит на три части согласно функциональному делению плана: центральная часть — вестибюль, кассовый зал и ресторан, левая — зал ожидания и гостиница (в подвальной части находились камеры хранения, санитарные узлы и т. д.). В правом крыле размещались службы Камского пароходства. Средняя часть выделена на фасаде аркадой и широкой парадной лестницей. Объём, занимаемый гостиницей и залом ожидания, имеет большие застеклённые плоскости стен и глубокую лоджию-балкон. Это придаёт зданию воздушность и делает его похожим на пароход. Другое крыло здания решено в скромных соподчинённых формах.
В перестроечные 1990-е годы, после падения уровня судовых пассажирских перевозок, Речной вокзал утратил свою основную функцию. Здание вокзала какое-то время использовалось под торговлю. В 2004 году Речной вокзал был вообще закрыт и постепенно приходил в аварийное состояние.
В 2010 году в здании речного вокзала расположился Пермский музей современного искусства «PERMM».
В 2013 году суд обязал «PERMM» покинуть здание Речного вокзала из-за его аварийного состояния; летом 2014 года музей открылся по адресу бульвар Гагарина, 24. Между тем здание вокзала оказалось брошенным и продолжало разрушаться. В мае 2016 года началась реставрация. Музей «PERMM» должен был вернуться в свое здание после реставрации, однако 12 декабря 2017 года в здании Речного вокзала открылся мультимедийный парк «Россия — моя история. Пермский край». В здании установлен пассажирский лифт.
В 2025 году снова начал работать пассажирский зал речного вокзала. 